# Robin Ronn
Robin Ronn (født 1971 i København) er en dansk graffitikunstner, som er kendt under kunstnernavnet BATES eller Bates. Han er ikke kendt bredt i den danske offentlighed, men på den internationale graffitiscene har han været et stort navn i flere årtier. Hans graffiti er udstillet i adskillige byer som København, Los Angeles, New York City, Paris, Stockholm, Chicago og Berlin.
I 2024 indgik han et forlig med tøjkæden Guess og stormagasinkæden Macy's, som han havde beskyldt for at have stjålet hans design.

## Baggrund
Han har lavet graffiti siden sin ungdom i 1980'erne. Sidenhen blev han en af de ledende graffitimalere i Europa og har bidraget til flere bøger om graffiti.